# Ironoquia plattensis
Ironoquia plattensis är en nattsländeart som beskrevs av Alexander och Whiles 2000. Ironoquia plattensis ingår i släktet Ironoquia och familjen husmasknattsländor. Inga underarter finns listade i Catalogue of Life.

## Bildgalleri

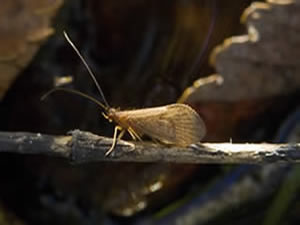
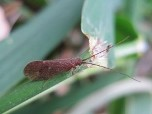